# Dendrobangia
Dendrobangia, biljni rod dvosupnica iz porodice Metteniusaceae smješten u tribus Apodytoideae. Sastoji se od dvije vrste drveća iz tropske Južne Amerike.
Rod je opisan u Memoirs of the Torrey Botanical Club 6(1): 19. 1896.

## Vrste
1. Dendrobangia boliviana Rusby
2. Dendrobangia multinervia Ducke

## Sinonimi
- Asterolepidion Ducke; Arch. Jard. Bot. Rio de Janeiro 3: 206 (1922)
- Clavapetalum Pulle; Rec. Trav. Bot, Neerl. 9: 148 (1912)